# Starodoub
Starodoub (en russe : Стародуб, littéralement « Vieux chêne ») est une ville de l'oblast de Briansk, en Russie, et le centre administratif du raïon de Starodoub. Sa population s'élevait à 18 156 habitants en 2020.

## Géographie
Starodoub est arrosée par la rivière Babinets, dans le bassin du Dniepr, et se trouve à 41 km au sud-est de Klintsy, à 134 km — 169 km par la route — au sud-ouest de Briansk et à 473 km au sud-ouest de Moscou. 

## Histoire
Starodoub est connue depuis le XIe siècle, alors qu'elle fait partie de la Sévérie. Elle est entièrement incendiée par les Mongols au XIIIe siècle. Durant le XIVe siècle, Starodoub appartient au grand-duché de Lituanie. Entre 1503 et 1618, Starodoub fait partie du grand-duché de Moscou, puis de la Pologne jusqu'en 1648. Pendant le soulèvement de Khmelnytsky (1648-1654), la ville est le centre du régiment cosaque de Starodoub. Elle jouit d'un grand degré d'autonomie entre 1666 et 1686.
Starodoub est restée une partie de l'Hetmanat cosaque autonome jusqu'en 1781. En 1796, Starodoub est incorporée dans le gouvernement de Tchernigov. Pendant la Première Guerre mondiale, la ville est occupée par l'armée allemande en 1917 et 1918. Le pouvoir soviétique s'y installe en novembre 1918. Durant la période soviétique, Starodoub fait successivement partie de l'oblast de Gomel (1919-1926), de l'oblast de Briansk (1926-1929), de l'oblast occidental (1929-1937) et de l'oblast d'Orel (1937-1944). Pendant la Seconde Guerre mondiale, la ville est occupée par l'Allemagne nazie du 18 août 1941 au 22 septembre 1943. Starodoub est finalement rattachée à l'oblast de Briansk en 1944.

## Population
Recensements ou estimations de la population :
| 1897*  | 1917   | 1926*  | 1939*  | 1950  | 1959*  | 1970*  |
| ------ | ------ | ------ | ------ | ----- | ------ | ------ |
| 12 381 | 14 100 | 10 919 | 12 600 | 9 900 | 11 694 | 15 130 |

| 1979*  | 1989*  | 2002*  | 2010*  | 2013   | 2014   | 2015   |
| ------ | ------ | ------ | ------ | ------ | ------ | ------ |
| 17 196 | 18 906 | 18 643 | 19 010 | 18 942 | 18 895 | 18 868 |

| 2016   | 2017   | 2018   | 2019   | 2020   | - | - |
| ------ | ------ | ------ | ------ | ------ | - | - |
| 18 868 | 18 824 | 18 615 | 18 321 | 18 156 | - | - |

## Patrimoine
Starodoub est la seule localité de Russie où l'on trouve des exemples authentiques de baroque ukrainien. La cathédrale de la Nativité (Собор Рождества Христова) (ru), construite en 1617 et remaniée après un conflit en 1677, est un exemple typique du baroque cosaque. L'église de l'Épiphanie remonte à 1789, alors que l'église Saint-Nicolas a été bâtie dans le style néoclassique en 1802.

## Personnalités
- Uri Nisan Gnessin (1879-1913), traducteur et écrivain
- Alexandra Ramm-Pfemfert (1883-1963), traductrice de Léon Trotsky